# John Robins (rugby à XV)
Pour les articles homonymes, voir Robins.

a Compétitions nationales et continentales officielles uniquement.

b Matchs officiels uniquement.
Dernière mise à jour le 2 mars 2024.
John Denning Robins (17 mai 1926 - 21 février 2007) est un professeur et un joueur international gallois de rugby à XV. Pilier, il a effectué une tournée en Nouvelle-Zélande et en Australie avec les Lions britanniques et irlandais en 1950, et totalise 11 sélections avec le pays de Galles entre 1950 et 1953. Il est devenu le premier entraîneur des Lions lors de la tournée des Lions britanniques en Australie et en Nouvelle-Zélande en 1966.

## Biographie
Robins est né à Cardiff. Il a fait ses études à la Llandaff Cathedral School et à la Wellington School. Il s'est engagé dans la Royal Navy, et a servi pendant la Seconde Guerre mondiale. Il a joué pour l'Angleterre lors de deux rencontres internationales inter-services pendant la guerre. Il a suivi une formation d'enseignant à Loughborough, puis y est retourné en tant que maître de conférences avant d'occuper le poste de directeur de l'éducation physique et des loisirs à l'université de Sheffield, puis le même poste à l'University College de Cardiff.
Robins a joué pour plusieurs équipes de rugby à XV, Coventry, Bradford, Sale, Birkenhead Park et Leicester, ainsi que pour les Barbarians. Pendant son passage aux Leicester Tigers, il a été utilisé comme buteur malgré son poste de pilier.